# Bad Langensalza
Bad Langensalza (jusqu'en 1956 : Langensalza) est une ville de l'arrondissement d'Unstrut-Hainich, en Thuringe. Cette ville thermale est, derrière le chef-lieu, Mühlhausen, la deuxième plus grande ville de la circonscription, dont elle occupe la partie sud-est tout en s'étendant sur quelques bourgs de l’Arrondissement de Gotha.

## Histoire
| Appartenances historiques Landgraviat de Thuringe 1346–1482 Électorat de Saxe 1482-1485 Duché de Saxe 1485-1547 Électorat de Saxe 1547-1656 Duché de Saxe-Weissenfels 1656-1746 Électorat de Saxe 1746-1806 Royaume de Saxe 1806–1815 Royaume de Prusse (Province de Saxe) 1815–1918 République de Weimar 1918–1933 Reich allemand 1933–1945 Allemagne occupée 1945–1949 République démocratique allemande 1949–1990 Allemagne depuis 1990 |

- Bad Langensalza, et particulièrement la vieille ville, compte parmi les villes historiques les plus intéressantes de Thuringe. Elle tirait sa richesse du trafic de la guède, dont elle partageait l'exclusivité avec quatre autres villes, ce qui permit aux bourgeois d'édifier de somptueuses églises et, au sud-est, de puissantes murailles avec le travertin de la région. Depuis 1990, ce quartier de l'Altstadt (vieille ville) a été en grande partie rénové.

Par la suite on exploita les sources minérales faisant de Langensalza une ville thermale, d'où le nom de « Langensalza-les-Bains » (Bad Langensalza). Plusieurs parcs furent aménagés pour accueillir les curistes, comme le Rosengarten et le Jardin japonais.
- En raison d'un litige de propriété entre le landgrave de Thuringe, Frédéric II le Sévère et l'archevêque de Mayence Henri III de Virnebourg (guerre de comte Thuringe), la ville fut assiégée et détruite en 1346.

- Elle fut également le théâtre de la résistance désespérée de l'armée de Hanovre face aux trois corps d'armée de l'armée du Main (prussienne) au cours de la guerre austro-prussienne (27-28 juin 1866).

- Un important camp de prisonniers de guerre a fonctionné Langensalza pendant la guerre de 1914-1918. Il a été le lieu de détention de soldats de différentes nationalités en particulier français et russes. Destiné au départ à accueillir 10 000 hommes, répartis pour la plupart dans des kommandos de travail extérieurs, le camp de Langensalza a vu passer environ 28 000 prisonniers vivant dans des conditions souvent difficiles. Le camp comportait deux annexes à  Ohrdruf et à Erfurt. L’histoire de ce camp de mauvaise réputation a été marquée par deux graves épidémies de typhus en 1915 qui ont fait près d’un millier de victimes mais aussi par la fusillade sanglante des prisonniers par les gardes du camp le 27 novembre 1918. Le tir meurtrier seize jours après l'armistice a fait scandale avec ses 16 morts dont 10 prisonniers français et une trentaine de blessés[1].

- À  la fin de la Seconde Guerre mondiale, un kommando du camp de concentration de  Buchenwald a été installé à Langensalza : ouvert le 20 octobre 1944 il a été évacué début avril 1945. Environ 1300 déportés y travaillaient au montage d’avions Junkers[2].

## Quartiers
| Quartier                | Habitants (2013) |
| ----------------------- | ---------------- |
| Centre-ville et Ufhoven | 13 690           |
| Aschara                 | 491              |
| Eckardtsleben           | 246              |
| Großwelsbach            | 315              |
| Grumbach                | 286              |
| Henningsleben           | 257              |
| Illeben                 | 274              |
| Merxleben               | 481              |
| Nägelstedt              | 730              |
| Thamsbrück              | 1 041            |
| Waldstedt               | 108              |
| Wiegleben               | 390              |
| Zimmern                 | 351              |

## Personnalités liées
- Eduard Klemm (1838-1926), homme politique mort à Bad Langensalza.
- Alf Ekberg (né en 1928), chanteur allemand y est né

## Jumelages
- Oostkamp (Belgique)
- Bad Nauheim (Allemagne)